# TVP HD
TVPHD — польский общественный HD-телеканал Польского телевидения, запущенный 6 августа 2008 под именем TVP HD. Транслирует развлекательные, спортивные, документальные передачи, телесериалы и художественные фильмы. Открытие телеканала было приурочено к началу Летней Олимпиады в Пекине, позднее на нём стали транслировались футбольные и баскетбольные матчи. Большинство телепередач и фильмов, показываемых на TVP HD, созданы при поддержке Польского телевидения. До 2012 года телеканал был известен тем, что не показывал рекламу в канун Рождества Христова. С 1 марта 2014 носит название TVP Premium HD.

## Вещание в регионах Польши
Вещание TVP Premium HD осуществляется по стандарту 1080i, несмотря на ранние заявления, что вещание будет вестись только в формате 720p. Спутниковое вещание осуществляется посредством спутников Hot Bird 9 и Astra 1KR. Первый спутник доступен подписчикам оператора nc+, со второго спутника TVP HD поставляется с 15 августа 2009 вместе с TVP Info, TVP Kultura, TVP Historia и TVP Polonia (используемый стандарт сжатия — MPEG-4).
Пакет со второго спутника изначально не кодировался, поэтому телеканал можно было смотреть на приграничной территории Чехии и Германии; также этот телеканал показывался при содействии общенациональных операторов Multimedia Polska и JAMBOX, а также местных телекоммуникационных компаний Petrus Polska (Хойнице), Telewizja Kablowa Chopin (Вейхерово), Espol (Щецин), INEA (Великая Польша), Sat Film (Лодзь), Tel-Kab Z.E. (Варшава), P.H.U. Volta (Гданьск). До 1 декабря 2008 в рамках тестов телеканал показывался в кабельной сети Aster, до 18 июня 2009 канал показывался в стандарте DVB-T в рамках тестов на следующих передатчиках:
- RTCN Warszawa (PKiN) – 48 канал (690 МГц, 1,35 кВт)
- RTCN Poznań (Śrem) – 39 канал (618 МГц, 50 kW)
- RTCN Zielona Góra (Jemiołów) – kanał 45 (666 МГц, 17 кВт)
- RTCN Żagań (Wichów) – kanał 45 (666 МГц, 50 кВт)
- RTCN Kraków (Chorągwica) – kanał 25 (506 МГц, 15 кВт)

С 1 сентября 2011 телеканал TVP Premium HD доступен в кабельных сетях Vectra и UPC Polska (во время чемпионата мира по футболу 2010 он показывался в Познани на передатчике RTCN Poznań на 28-м канале (мощность 20 кВт).